# Autolaveuse
Ne doit pas être confondu avec autolaveur.

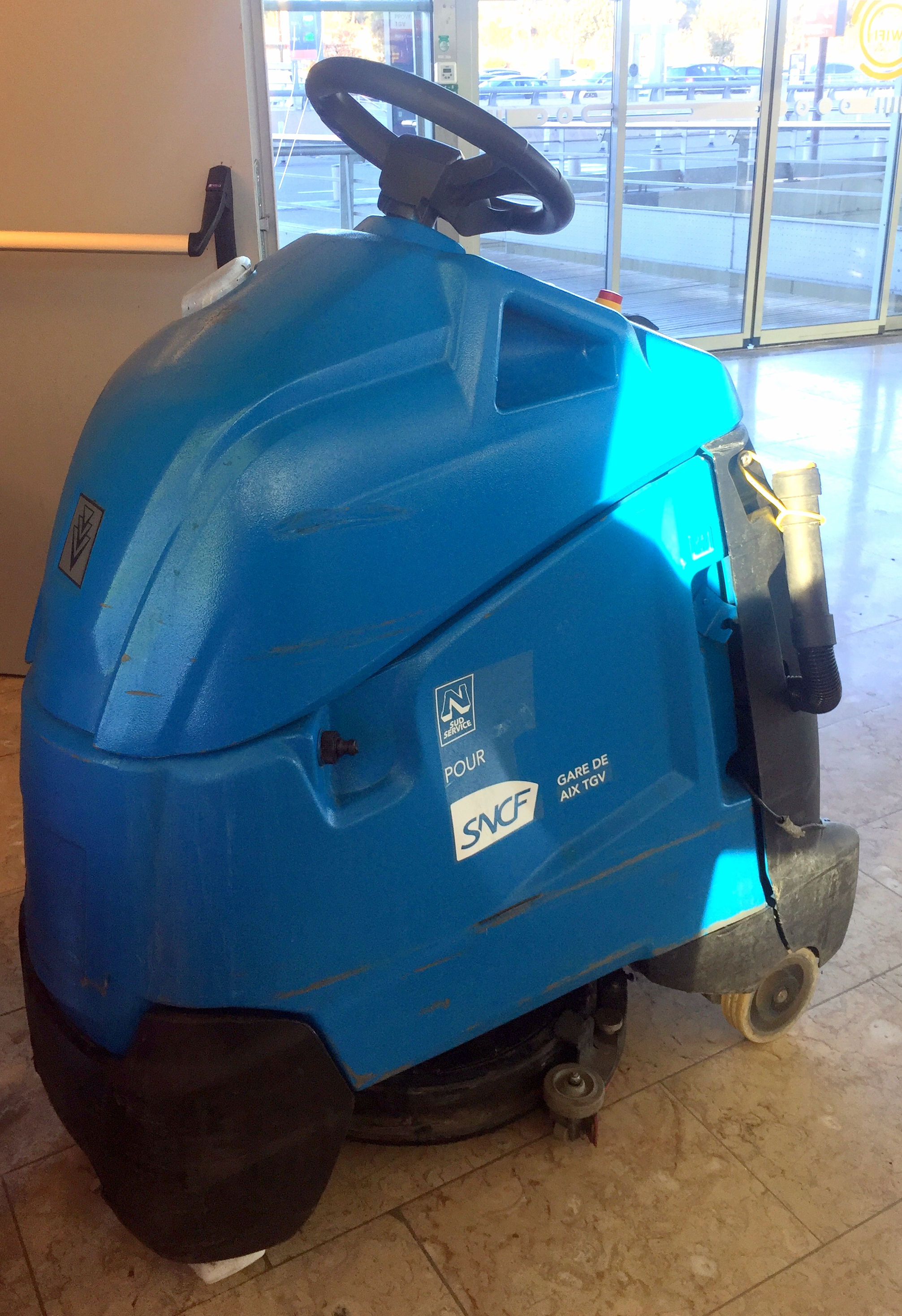
Autolaveuse Kärcher B 40 RS.

Une autolaveuse est une machine de nettoyage industriel,,,,.